# 山崎隆広 (メディア研究者)
山崎 隆広（やまざき たかひろ、1969年 - ）は、日本のメディア研究者、群馬県立女子大学文学部教授。

## 経歴
群馬県に生まれる。
1993年に慶應義塾大学文学部文学科フランス文学専攻を卒業して、株式会社角川書店に入社し、1999年まで在籍した。
その後、ニューヨークに渡り、2001年6月にニューヨーク大学大学院メディア・文化・コミュニケーション学研究科メディア・エコロジー学専攻修士課程を修了して帰国し、7月にソニー株式会社に入社した。
2009年に群馬県立女子大学文学部専任講師に転じ、2012年に准教授、2022年に教授へと昇任した。
この間、東京大学大学院総合文化研究科博士後期課程言語情報科学専攻に学び、2012年に単位取得満期退学となった。

## おもな著書

### 単著
- 音楽雑誌と政治の季節 戦後日本の言論とサブカルチャーの形成過程、青弓社、2024年